# Idiocyttara tornotis
Idiocyttara tornotis är en fjärilsart som beskrevs av Edward Meyrick 1887. Idiocyttara tornotis ingår i släktet Idiocyttara och familjen trågspinnare. Inga underarter finns listade i Catalogue of Life.